# Achilles Bocholt
Cet article concerne la section masculine de l'Achilles Bocholt. Pour la section féminine de l'Achilles Bocholt, voir Achilles Bocholt (féminines).
Maillots
Dernière mise à jour : 29 mai 2023.
| \| Bocholt \| Le club est basé à Bocholt dans le Limbourg belge. |
| Bocholt                                                          |

Le Handbal Sezoens Achilles Bocholt, abrégé en Achilles Bocholt est un club de handball, situé à Bocholt dans le Limbourg belge. Son nom est associé à la bière Sezoens de la Brasserie Martens.
Après avoir longtemps cumulé les secondes places dans les années 2000, le club remporte dans les années 2010 ses premiers trophées et compte en 2023, cinq titres de champion de Belgique, sept coupes de Belgique ainsi que six BeNe League. 
Porteur du matricule 385, le club est affilié à la VHV et évolue en BeNe League.

## Histoire
| Division    | nombres de saisons | Saisons |
| ----------- | ------------------ | --- |
| BeNe League | 13                 | 2009/2010, 2010/2011, 2011/2012, 2012/2013, 2013/2014, 2014/2015, 2015/2016, 2016/2017, 2017/2018, 2018/2019, 2019/2020, 2021/2022, 2022/2023                                  |
| Division 1  | 16                 | 2004/2005, 2007/2008, 2008/2009, 2009/2010, 2010/2011, 2011/2012, 2012/2013, 2013/2014, 2014/2015, 2015/2016, 2016/2017, 2017/2018, 2018/2019, 2021/2022, 2022/2023, 2023/2024 |

### 1986-1992: Les débuts
L'Achilles Bocholt a été fondé durant l'été 1986 par une quinzaine de jeunes. Après une année de formation, une première équipe voit le jour en 1987. Le premier match officiel de Bocholt se déroule face au club de Genk lors duquel Bocholt s'inclinera lourdement sur le score de 8 à 35. Les Campinois ne décrocheront finalement leur première victoire qu'en fin de saison face à Houthalen, le 2 avril 1988 plus précisément.
Au fil de ces premières années, le matricule 385 n'aura de cesse de se construire. Ainsi, des premières équipes d'âge apparaissent en 1990. En parallèle de cette édification, les résultats de l'équipe première commencent à porter leur fruit. Ils terminent effectivement à la seconde place à l'issue de la saison 1991/1992. Un résultat néanmoins insuffisant pour l'accession à la division supérieure.

### 1992-2000: La montée en puissance
Se dotant d'une équipe plus compétitive, la direction du club décide d'opter pour le naming en s'associant en 1992 avec Sezoens, une marque de bière locale. Le nom du club change donc pour devenir Handbal Seazoen Bocholt. En plus de cet apport financier, l'équipe parvient aussi à se renforcer en transfert. Bocholt est ainsi armé pour le nouvel exercice. Une saison 1992/1993 des plus indécises. Bocholt doit en effet terminer à une des deux premières places s'il veut enfin quitter cette promotion limbourgeoise. Premier du classement pendant une bonne partie de la saison, l'Achilles finit par perdre son statut de leader au détriment du HC Overpelt. Second, les Campinois peuvent alors toujours rejoindre l'échelon supérieur, mais pour cela, les hommes du joueur-entraineur Patrick Coppens doivent à tout prix l'emporter face à Kermt. Malheureusement pour Bocholt, Kermt finira par s'imposer. Toutefois, lors de l'ultime journée de championnat, Kermt s'incline tandis que de son côté Bocholt s'impose en détriment de Peer sur le score étriqué de 24 à 23. Une victoire qui si elle permet à Bocholt de reprendre la seconde place à Kermt, permet surtout aux Campinois de se hisser dans la division supérieure.
Promu, Bocholt débute très mal la saison 1993/1994. Frans Van Keulen se voit remplacer par Cor Borghmans à la tête de l'équipe. Ce dernier parvient à maintenir le club dans cette division. Néanmoins, Borghmans sera remplacé par Ryszard Wilanowski pour l’exercice suivant. Un coach et une équipe compétitive qui réussiront l'exploit d'enchaîner quatre montées successives. Pensionnaire en Division 4 flamande lors de la saison 1994/1995, les Limbourgeois se retrouvent en Division 1 flamande, soit le quatrième niveau, à l'issue de la saison 1997/1998. Et bien que les Campinois culbutent en D2 flamande la saison suivante, l'Achilles reprend sa marche en avant et réussit à revenir en s'adjugeant la D2 flamande en 1999 et puis la D1 flamande en 2000. Bocholt réussit ainsi à intégrer les séries nationales.

### 2000-2008: Des débuts fulgurants en nationale
Entrainé par Philippe Spooren, Bocholt entame assez bien ses débuts en nationale. Le matricule 385 arrive ainsi à se qualifier pour les play-offs. Mais les hommes de Spooren ne peuvent rien face au CSV Ransart et au HV Uilenspiegel Wilrijk et terminent finalement sur la troisième marche du podium. La saison suivante est moins bonne étant donné que Bocholt cale à la cinquième position du classement général. La saison 2002/2003 est également compliqué pour le club de la Campine. Les résultats ne suivent pas et, finalement, Borghmans qui avait succédé à Spooren la saison précédente, se voit lui-aussi remplacé. Dominiek Brinkmans reprend les rênes de l'équipe et réussit à qualifier l'équipe en Play-offs. Un tour final sous haute tension où Bocholt réussit finalement à décrocher une seconde place synonyme de montée en Division 1 (2e échelon). 
Promu dans l'antichambre de l'élite handballistique belge, les Limbourgeois réalisent la saison parfaite. Avec 36 points, l'Achilles décroche le titre de la Division 1 et parvient ainsi à accéder à la Division d'Honneur pour la toute première fois de son histoire. Une Division d'Honneur où Bocholt n'affiche qu'une ambition : Se maintenir. 8e à l'issue de la phase classique, Bocholt se voit contraint de disputer les barrages de relégation. Des barrages qui verront les hommes de Wilanowski terminer à la toute dernière place. Les Campinois ne réussissent donc pas à se maintenir et se voit fait faire l'aller-retour avec la D1. 5e à l'issue de la saison 2005/2006, Bocholt ne retrouvera l'élite qu'à l'issue de l’exercice suivant. Entrainé par le Néerlandais Gabrie Rietbroek. Le début de saison ne se passe pas bien. L'apport important de nouveaux joueurs ne permet pas une bonne cohésion de jeux. Finalement, la mayonnaise finit par prendre et Bocholt enchaîne avec douze victoires d'affilée. Terminant la saison à la seconde place derrière le HC Visé BM, les Campinois doivent disputer les barrages pour la montée. Des barrages lors desquelles, Bocholt parvient à terminer à la troisième place, synonyme de retrouvailles avec le haut niveau. Des retrouvailles avec les Division d'Honneur qui coïncide également avec l'arrivée de Bart Lenders au sein de l'équipe. Lors de cette saison, Bocholt parvient à se sauver en se qualifiant pour les Play-offs. Mais lors de ce tour final, il n'y aura pas de miracle. Les Campinois finissent effectivement 6e et bon dernier.

### 2008-2012: Bocholt flirte avec les sommets
La saison 2008/2009 est une saison de référence pour l'histoire de Bocholt. Pourtant, Gabrie Rietbroek n'affiche, au départ, qu'une ambition : la qualification pour les Play-offs. Mais Bocholt va faire mieux que cela. Dans un duel passionnant avec le KV Sasja HC et le United HC Tongeren. Le club de la Campine parvient à terminer à la première place du classement général à deux journées de la fin. Malheureusement, en Play-offs, les choses ne se passent pas aussi bien. Reversé dans le Groupe B. l'Initia HC Hasselt se montrera plus fort que Bocholt et réussira à se qualifier pour la finale. Second, l'Achilles parviendra néanmoins à se consoler avec la petite finale remportée 29 à 26 au détriment de Sasja. Une troisième place qui permit à Bocholt de se qualifier pour la première fois de son histoire en BeNe Liga.
En septembre 2009, Rietbroek annonce qu'il quittera le club en fin de cette saison. Une saison qui débute de la meilleure des façons pour les Campinois. Bocholt débute effectivement la saison par une victoire écrasante sur Hasselt. Les hommes de Rietbroek cumulent douze victoires d'affilée. Bocholt termine champion d'automne. En BeNe Liga, le club fait également des débuts fracassants. Les Limbourgeois réussissent ainsi à se qualifier pour le Final Four. Opposé aux Néerlandais du E&O Emmen, Bocholt parvient à émerger en remportant son match 34 à 30. Une victoire qui permet ainsi aux Limbourgeois de se qualifier pour la première finale de son histoire. Mais face au HV KRAS/Volendam, le club de la Campine ne réussit pas à faire le poids et s'incline 30 à 33. Une défaite amère tout comme en championnat. En effet, premier du championnat pendant toute la saison, l'Achilles parvient également à terminer à la première place du classement à l'issue des Play-offs. Qualifié ainsi pour la finale en trois manches face au United HC Tongeren. Bocholt perd la première manche à Tongres sur le plus petit écart d'un but (20-19). Devant à tout prix l'emporter à domicile s'ils veulent encore rêver du titre, les hommes de Rietbroek concéderont une nouvelle défaite sur, encore une fois, un but d'écart (38-39). Pour la première fois de son histoire, Bocholt termine Vice-champion de Belgique.
Lors des deux saisons suivantes, l'Achilles subit un léger déclin. En Championnat, même si Bocholt parvient toujours à se qualifier en Play-offs, il ne peut prétendre au titre...La toute nouvelle BeNeLux Liga ne permit également pas aux Limbourgeois d'émerger. Le club n'arrive en effet pas à se qualifier pour le Final Four. Ce sont également deux saisons où les coachs s'enchainent. Harold Nusser, le nouvel entraîneur lors de la saison 2010/2011 finit par se faire limoger tout comme Robin Gielen à l'issue de la saison 2011/2012. Tous deux se feront remplacer respectivement par Rietbroek et Stan Backus. En plus de l'aspect sportif, divers changements s'opèrent tel que le déménagement du club pour son tout nouveau Sportcomplex De Damburg.

### 2012-2016: Les premiers titres
La saison 2012/2013 voit l'arrivée de Pim Rietbroek, le frère de Gabrie, à la tête de l'équipe. Tout comme son frère Pim a entraîné de grands clubs tels que le HC Eynatten avec lequel il réussit à remporter à trois reprises le titre de Champion de Belgique ainsi qu'une Coupe de Belgique. Et justement, sous la houlette de ce nouvel entraîneur néerlandais, Bocholt enchaîne les résultats. Ainsi, en BeNeLux Liga, le club retrouve la finale de la compétition, mais surtout leur bourreau de BeNe Liga : le HV KRAS/Volendam. Et cette fois-ci, ce sont bien les Campinois qui réussissent à avoir le dernier mot ! Ils finissent en effet par l'emporter 35 à 29. L'Achilles reprend ainsi sa revanche sur le club néerlandais mais réussit surtout à décrocher le premier sacre de son histoire. Au niveau national, Bocholt réussit l'exploit de réaliser le doublé BeNeLux Liga-Coupe. Après avoir, effectivement, éliminé successivement Saint-Trond en huitième de finale, Houthalen en quart de finale, les tenants du titre Hasseltois en demi-finale, les Campinois parviennent à prendre la mesure du United HC Tongeren en s'adjugeant la finale (24-28). Un premier trophée national également synonyme de participation à une toute première campagne européenne la saison suivante. En Championnat, il n'y aura malheureusement pas d'exploit pour l'Achilles. Comme en 2010, Bocholt parvient pourtant à terminer premier de la phase classique ainsi que des Play-offs mais comme en 2010, les Campinois ne parviennent pas à se défaire de l'Initia Hasselt en finale. Une deuxième place d'autant plus amère que Bocholt, après avoir remporté la première manche, perd les deux suivantes d'un seul petit but 24-25 et 31-32. 
Bocholt entame le nouvel exercice par la Coupe d'Europe et plus précisément par la Coupe EHF. Entré en lice au premier tour, le club de la Campine ne put rien faire face au Tatabánya KC, quatrième du dernier Championnat hongrois. S'inclinant 30 à 22 à Tatabánya, Bocholt concède effectivement une nouvelle défaite à domicile sur le score de 35 à 30. En Championnat, comme en BeNeLux Liga, Bocholt n'affiche pas le même jeux que lors de la saison précédente. Les automatismes n'y sont pas et le club ne parvient pas à conserver sa BeNeLux Liga, éliminé en 1/2 finale par l'Initia Hasselt tandis qu'en Coupe de Belgique, l'équipe est éliminée en 1/4 de finale au détriment du KV Sasja HC. En Championnat, les saisons se suivent et se ressemblent. Qualifié une nouvelle fois pour la finale du championnat, Bocholt ne put rien faire face à Hasselt. Cette saison voit également, Pim Rietbroek quitter son poste d'entraîneur pour des raisons personnelles. Ce dernier est remplacé par son compatriote Stan Backus. En plus du nouvel entraîneur, plusieurs changements s’opèrent durant cette saison 2014/2015. En tout premier lieu, la direction du club décide de s'associer à la société QubiQ pour renforcer sa structure professionnelle alors qu'une nouvelle compétition voit le jour à la suite du retrait de la Fédération luxembourgeoise de handball (FLH). Dans cette nouvelle compétition, Bocholt ne parvient tout simplement pas à performer et finit 7e, soit à l'avant-dernière place du classement général. Engagé également pour la seconde fois de son histoire en coupe d'Europe, l'Achilles se fait une nouvelle fois sortir lors du premier tour de la Coupe EHF. Toutefois opposé aux Serbes du RK Železničar Niš, l'Achilles parvient néanmoins à décrocher un tout premier succès historique grâce à une victoire à domicile de 31 à 30. Mais, il n'y aura pas de miracle en Serbie. L'Achilles concède effectivement à une défaite de 28 à 33. Sur le plan national, Bocholt ne peut revendiquer le titre et termine à une quatrième place. La campagne en Coupe de Belgique de l'Achilles contraste néanmoins avec la mauvaise saison réalisée. En effet, les Campinois parviennent à rééditer l'exploit de 2013. Réussissant à se hisser en finale, Bocholt retrouve ainsi, comme en 2013, le United HC Tongeren et comme cette année-là, l'Achilles parvient à prendre la mesure des Éburons en s'imposant 32-27 grâces notamment à un Roel Valkenborgh auteur de 15 buts.

### 2015-2022: L'ère Bart Lenders
Lors de la saison 2015/2016, l'ancien joueur Bart Lenders devient le nouvel entraîneur de l'équipe première. En BeNe League, le club affiche des meilleurs résultats que la saison précédente. Les Campinois terminent effectivement à la quatrième place et parviennent ainsi à se qualifier pour le Final Four de la compétition. Mais lors de ce tour final, Bocholt ne réussit pas à l'emporter face au Limburg Lions s'inclinant sur le score étriqué de 26 à 25. L'Achilles réussit néanmoins à remporter la petite finale en s'imposant largement 32 à 22 au détriment du Bevo HC. Troisième, mais surtout deuxième club belge de la compétition, Bocholt démarre les Play-offs en seconde position derrière l'Initia HC Hasselt. Au bout de ces playoffs, le club parvient à conserver cette seconde et réussit ainsi à se hisser en finale des Play-offs pour la troisième fois de son histoire. Lors de la première manche à Bocholt, les hommes de Bart Lenders pulvérisent l'Inita Hasselt (41-27). Au Alverberg, Bocholt doit à tout prix l'emporter s'il tient à décrocher le dernier titre qui lui manque. Et comme lors de la première manche, l'Achilles démontre sa supériorité sur Hasselt et remporte la partie 21 à 25. Après trois secondes places, l'Achilles décroche ainsi son tout premier titre de Champion et se qualifie pour la même occasion pour la Ligue des Champions.
En Ligue des Champions, le club ne réussit pas à performer. Versé dans le Groupe 3 des phases qualificatives avec Bregenz Handball, le Maccabi Tel-Aviv ainsi qu'avec l'ABC Braga/UMinho, l'Achilles est directement éliminé. Il n'y aura pas eu effectivement d'exploit face au Bregenz (39-31), ni lors de la petite finale face au Maccabi (30-33). Éliminé de la C1, le club de la Campine est directement reversé au second tour de la Coupe EHF mais, là aussi, Bocholt n'y arrive pas. Pourtant, face au Csurgói KK, les Limbourgeois avaient réussi à concéder une légère défaite en Hongrie de 24 à 23. L'espoir était donc présent pour le match retour au Damburg. Mais l'Achilles s'incline lourdement sur le score de 34 à 23. Cette campagne européenne va en tout cas fortement contraster avec le reste de la saison. Le club réalise effectivement une saison parfaite. Engagé en BeNe League, les Campinois se qualifient aisément pour le Final Four. Disputé au Alverberg, ce tour final voit Bocholt se défaire du club local (33-32). En finale, l'Achilles est opposé au Limburg Lions. Et comme lors de la 1/2 finale, la finale est des plus disputé. Les deux équipes ne lâchent rien mais ce sera bien Bocholt qui finira par s'imposer sur le score de 38 à 37. En Championnat, les hommes de Bart Lenders arrive également à démontrer leur supériorité en défaisant le Callant Tongeren lors des finales, reconduisant ainsi le titre de champion de Belgique. Bocholt est effectivement au sommet du handball belge et belgo-néerlandais. En Coupe de Belgique aussi, les Campinois se montrent victorieux et décroche leur troisième trophée au détriment cette fois du KV Sasja HC (26-22). Bocholt réalise ainsi le triplé BeNe League-Coupe-Championnat. Un exploit que seul Hasselt avait réussi à l'époque.
Se trouvant au sommet du handball belge, les Campinois doivent désormais entretenir ce tout nouveau statut. Un statut qui démarre par la Coupe d'Europe et plus précisément par la Coupe EHF et, contrairement aux autres campagnes européennes, les Limbourgeois vont enfin réussir à passer un tour. Opposé à la modeste équipe monténégrine du RK Partizan 1949 Tivat. Bocholt va en effet réussir à s'imposer lors de cette double confrontation mais après avoir évincé les Champions monténégrin, les hommes de Bart Lenders ne réussiront pas à rééditer l'exploit face aux Finlandais du Riihimäen Cocks. Pourtant, à domicile, Bocholt réussit à prendre la mesure des Scandinaves en s'octrayant un avantage de 5 buts (40-35). Un avantage que, malheureusement, les Limbourgeois ne parviendront pas à conserver à Riihimäki (25-37). En Coupe de Belgique, il n'y aura pas non plus d'exploit pour l'Achilles. Tenant du titre, Bocholt est effectivement évincé de la compétition au stade des 1/4 de finale par Hasselt (29-28). Par contre, comme lors de la saison précédente, les hommes de Bart Lenders se révèlent en BeNe League. L'Achilles se qualifie en effet aisément pour le Final Four. Lors de ce tour final, après s’être défait des Hasseltois sur le fil (33-32). Bocholt parvient à se hisser une nouvelle fois en finale. Une finale où il retrouve, comme la saison précédente, les Lions Geleen et comme lors de cette saison 2016/2017, Bocholt réussit à vaincre l'équipe néerlandaise sur le score de 34 à 31. Les Limbourgeois réussissent ainsi à remporter une seconde BeNe League. En championnat, là aussi, Bocholt se qualifie pour la finale du Championnat. Opposé à Initia Hasselt, le club de la Campine s'impose à l'issue des trois finales malgré une première défaite à Hasselt.
Champion en titre, Bocholt dispute logiquement la Coupe d'Europe. Une campagne en Coupe EHF (C2) où les Campinois réussiront une nouvelle fois à passer pour la seconde fois de son histoire un tour de Coupe d'Europe. Les Limbourgeois se sont en effet facilement qualifié au détrime des Luxembourgeois du Handball Käerjeng sur le total de 64 à 74 mais comme la saison précédente, Bocholt n'y parvient pas au troisième tour. Opposé au BM Ciudad Encantada, l'Achilles se fait effectivement éliminer sur un score total de 54 à 71. En BeNe League, Bocholt parvient à conserver son statut. Premier à l'issue de la face classique, les Campinois réussiront, en effet, facilement à se défaire du HV Aalsmeer lors des demis-finales. En finale, l'Achilles retrouve le HC Visé BM. Face à ce novice des grands rendez-vous, Bocholt réussit à emerger (27-30) et parviendra ainsi à conserver son titre. En Coupe de Belgique, les hommes de Bart Lenders réalisent, là aussi, une très bonne campagne. Après s'être défait d'Hasselt en 1/4, du HC Visé BM en 1/2, les Limbourgeois réussissent à s'imposer lors de la finale au détriment du Sporting Neerpelt-Lommel (36-32). En Championnat, Bocholt montre encore une fois sa suprématie sur le handball belge. Après s'être une nouvelle fois hissé en finale du Championnat. Face à Visé, Bocholt réussit à s'imposer et réussit pour la seconde fois à réaliser le trio BeNeLeague-Coupe-Championnat. En plus de ce nouvel exploit, Bocholt réussit également à remporter le Championnat pour la quatrième fois consécutive. Un quadruplé qui n'avait plus été ralisé depuis les années 1980 où le Sporting Neerpelt avait effectivement réussit à remporter le titre entre 87 et 90.
En Coupe d'Europe, Bocholt se fait une nouvelle fois éliminé au troisième tour de la Coupe EHF (C2). Le club de la Campine, après s'être défait des Suisses du Wacker Thoune, se fait évincer de la compétition par le BM Logroño La Rioja sur un score total de 73 à 57. Alors premier de la BeNe League à l'issue de la saison régulière, le pays, comme la monde entier, est marqué par la pandémie de la Covid-19. Tout le monde du handball s'arrête. La BeNe League est décernée à Bocholt pour sa première place du classement général. La finale de la Coupe de Belgique se voit postposé tandis que de son côté, le championnat est tout simplement annulé tout comme la saison suivante où seule la finale de Coupe de Belgique est disputée. Une finale qui voit Bocholt remporter cinquième Coupe de Belgique au détriment de Visé (29-25).
La saison 2021-2022 voit le retour des compétitions à la normale. Bocholt remet ainsi ses trois trophées en jeu. Premier de la saison régulière en BeNe League, les Campinois se qualifie facilement pour le final four. Mais après s'être facilement défait du Sporting Pelt (29-24), L'Achilles n'arrivera pas à réédité ce résultat face aux Lions Geleen (22-29). En Coupe, Bocholt parvient à se hisser en finale. Après s'être défait du KV Sasja HC en huitième de finale, de l'Union Beynoise en 1/4 de finale et d'Atomix en 1/2 finale. Bocholt réussit à l'emporter en finale au détriment du HK Tongeren (35-31) et remporte ainsi sa sixième Coupe. En Championnat, le club peut réaliser un quintuplé en cas de succès. Face à eux : le HC Visé BM. Après une première manche remportée (33-30), la deuxième voit les Liégeois émerger (20-19). Tout se joua donc à l'issue de la troisième et ultime manche. La rencontre est alors des plus disputée. Les deux équipes se rendent coup pour coup. C'est 30 partout au terme du temps réglementaire. On se dirige donc vers les prolongation mais là encore, les deux protagonistes ne parviennent pas à se départager. Le titre se joue alors sur tirs au but mais le gardien adverse Corentin Delatte parvient à faire la différence et permet à Visé de remporter son tout premier titre. Bocholt termine ainsi dauphin.

## Palmarès
| Compétitions internationales | Compétitions nationales |
| - BeNe League (6) - Vainqueur : 2012-2013, 2016-2017, 2017-2018, 2018-2019, 2019-2020, 2022-2023 - Finaliste : 2009-2010, 2021-2022 | - Championnat de Belgique (5) - Champion : 2015-2016, 2016-2017, 2017-2018, 2018-2019, 2022-2023 - Vice-champion : 2008-2009, 2012-2013, 2013-2014, 2021-2022 - Coupe de Belgique (7) - Vainqueur : 2013, 2015, 2017, 2019, 2021, 2022, 2023 - Division 2 (1) - Champion : 2003-2004 - Vice-champion : 2006-2007 - Division 3 (1) - 2002-2003 |

### Palmarès individuels
| Handballeur de l'année |
| - 2009 Bart Lenders - 2010 Bart Lenders - 2013 Bart Lenders - 2016 Bartosz Kedziora - 2019 Serge Spooren - 2020 Serge Spooren - 2022 Serge Spooren |

### Records
L'Achilles Bocholt :
- fut quatre fois champion de Belgique.
- fut sept fois vainqueurs de la Coupe de Belgique.
- n'a jamais perdu une finale de Coupe de Belgique.
- fut deux fois le triplé Coupe-Championnat-BeNe League.
- est le quatrième club limbourgeois à avoir remporté le Championnat de Belgique.
- joua vingt matchs en Coupe d'Europe pour six campagnes.
- remporta huit matchs en Coupe d'Europe pour quatre qualifications au tour suivant.

## Parcours
| Saison    | Niveau | Division           | Rang        | Coupe         | Europe*      |
| --------- | ------ | ------------------ | ----------- | ------------- | ------------ |
| 1987-1988 | 8      | Provinciale        | ?           | ?             | -            |
| 1988-1989 | 8      | Provinciale        | ?           | ?             | -            |
| 1989-1990 | 8      | Provinciale        | ?           | ?             | -            |
| 1990-1991 | 8      | Provinciale        | ?           | ?             | -            |
| 1991-1992 | 8      | Provinciale        | 2e          | ?             | -            |
| 1992-1993 | 8      | Provinciale        | 2e          | ?             | -            |
| 1993-1994 | 7      | Série 4 - VHV      | ?           | ?             | -            |
| 1994-1995 | 7      | Série 4 - VHV      | 2e          | ?             | -            |
| 1995-1996 | 6      | Série 3 - VHV      | ?           | ?             | -            |
| 1996-1997 | 5      | Série 2 - VHV      | 4e          | ?             | -            |
| 1997-1998 | 4      | Série 1 - VHV      | ?           | ?             | -            |
| 1998-1999 | 5      | Série 2 - VHV      | 1er         | ?             | -            |
| 1999-2000 | 4      | Série 1 - VHV      | 1er         | ?             | -            |
| 2000-2001 | 3      | Division 2         | 3e          | ?             | -            |
| 2001-2002 | 3      | Division 2         | 5e          | ?             | -            |
| 2002-2003 | 3      | Division 2         | 2e          | ?             | -            |
| 2003-2004 | 2      | Division 1         | 1er         | ?             | -            |
| 2004-2005 | 1      | Division d'Honneur | 9e          | 1/8 de finale | -            |
| 2005-2006 | 2      | Division 1         | 5e          | 1/8 de finale | -            |
| 2006-2007 | 2      | Division 1         | 2e          | ?             | -            |
| 2007-2008 | 1      | Division d'Honneur | 5e          | ?             | -            |
| 2008-2009 | 1      | Division d'Honneur | 3e          | ?             | -            |
| 2009-2010 | 1      | BeNe Liga          | Finaliste   | 1/4 de finale | -            |
| 2009-2010 | 1      | Division 1         | 2e          | 1/4 de finale | -            |
| 2010-2011 | 1      | BeNeLux Liga       | 3e Groupe B | ?             | -            |
| 2010-2011 | 1      | Division 1         | 4e          | ?             | -            |
| 2011-2012 | 1      | BeNeLux Liga       | 5e Groupe A | 1/2 finale    | -            |
| 2011-2012 | 1      | Division 1         | 3e          | 1/2 finale    | -            |
| 2012-2013 | 1      | BeNeLux Liga       | Vainqueur   | Vainqueur     | -            |
| 2012-2013 | 1      | Division 1         | 2e          | Vainqueur     | -            |
| 2013-2014 | 1      | BeNeLux Liga       | 3e          | 1/4 de finale | EHF:1er tour |
| 2013-2014 | 1      | Division 1         | 2e          | 1/4 de finale | EHF:1er tour |
| 2014-2015 | 1      | BeNe League        | 7e          | Vainqueur     | EHF:1er tour |
| 2014-2015 | 1      | Division 1         | 4e          | Vainqueur     | EHF:1er tour |
| 2015-2016 | 1      | BeNe League        | 3e          | 1/2 finale    | -            |
| 2015-2016 | 1      | Division 1         | Champion    | 1/2 finale    | -            |
| 2016-2017 | 1      | BeNe League        | Vainqueur   | Vainqueur     | EHF:2e tour  |
| 2016-2017 | 1      | Division 1         | Champion    | Vainqueur     | EHF:2e tour  |
| 2017-2018 | 1      | BeNe League        | Vainqueur   | 1/4 de finale | EHF:2e tour  |
| 2017-2018 | 1      | Division 1         | Champion    | 1/4 de finale | EHF:2e tour  |
| 2018-2019 | 1      | BeNe League        | Vainqueur   | Vainqueur     | EHF:3e tour  |
| 2018-2019 | 1      | Division 1         | Champion    | Vainqueur     | EHF:3e tour  |
| 2019-2020 | 1      | BeNe League        | Vainqueur   | Vainqueur     | EHF:3e tour  |
| 2019-2020 | 1      | Division 1         | Annulée     | Vainqueur     | EHF:3e tour  |
| 2020-2021 | 1      | BeNe League        | Annulée     | Annulée       | -            |
| 2020-2021 | 1      | Division 1         | Annulée     | Annulée       | -            |
| 2021-2022 | 1      | BeNe League        | Finaliste   | Vainqueur     | -            |
| 2021-2022 | 1      | Division 1         | 2e          | Vainqueur     | -            |
| 2022-2023 | 1      | BeNe League        | Vainqueur   | Vainqueur     | -            |
| 2022-2023 | 1      | Division 1         | Champion    | Vainqueur     | -            |

 * Légende : EHF= Coupe EHF/Ligue européenne

### Campagnes européennes
| Sezoens Achilles Bocholt |                     |                       |                        |       |       |        |                          |
| Saison                   | Compétition         | Tour                  | Club                   | Aller | Total | Retour | Club                     |
| 2013-2014                | Coupe EHF           | 1er tour              | Tatabánya KC           | 30–22 | 65–52 | 35–30  | Handbal Achilles Bocholt |
| 2014-2015                | Coupe EHF           | 1er tour              | QubiQ Achilles Bocholt | 31–30 | 59-63 | 28-33  | RK Železničar Niš        |
| 2016-2017                | Ligue des Champions | TQ - G2 1/2 finale    | Bregenz Handball       | -     | 39-31 | -      | QubiQ Achilles Bocholt   |
| 2016-2017                | Ligue des Champions | TQ - G2 Petite finale | QubiQ Achilles Bocholt | -     | 30-33 | -      | Maccabi Tel-Aviv         |
| 2016-2017                | Coupe EHF           | 2e tour               | Csurgói KK             | 24–23 | 58-46 | 34-23  | QubiQ Achilles Bocholt   |
| 2017-2018                | Coupe EHF           | 1er tour              | RK Partizan 1949 Tivat | 19-38 | 39-70 | 20-32  | QubiQ Achilles Bocholt   |
| 2017-2018                | Coupe EHF           | 2e tour               | QubiQ Achilles Bocholt | 40-35 | 65-72 | 25-37  | Riihimäen Cocks          |
| 2018-2019                | Coupe EHF           | 2e tour               | Handball Käerjeng      | 29-33 | 64–74 | 35–41  | QubiQ Achilles Bocholt   |
| 2018-2019                | Coupe EHF           | 3e tour               | QubiQ Achilles Bocholt | 29-34 | 54–71 | 25–37  | BM Ciudad Encantada      |
| 2019-2020                | Coupe EHF           | 2e tour               | QubiQ Achilles Bocholt | 34-33 | 59-52 | 25-19  | Wacker Thoune            |
| 2019-2020                | Coupe EHF           | 3e tour               | BM Logroño La Rioja    | 37-26 | 73-57 | 36-31  | QubiQ Achilles Bocholt   |

#### Clubs rencontrés
| - Bregenz Handball - BM Ciudad Encantada - BM Logroño La Rioja - Riihimäen Cocks - Csurgói KK - Tatabánya KC | - Maccabi Tel-Aviv - Handball Käerjeng - RK Partizan 1949 Tivat - RK Železničar Niš - Wacker Thoune |

## Identité

### Évolution du logo
|             |             |             |             |             |
| 1986 - 1992 | 1992 - 2005 | 2005 - 2014 | 2014 - 2020 | Depuis 2020 |

### Noms

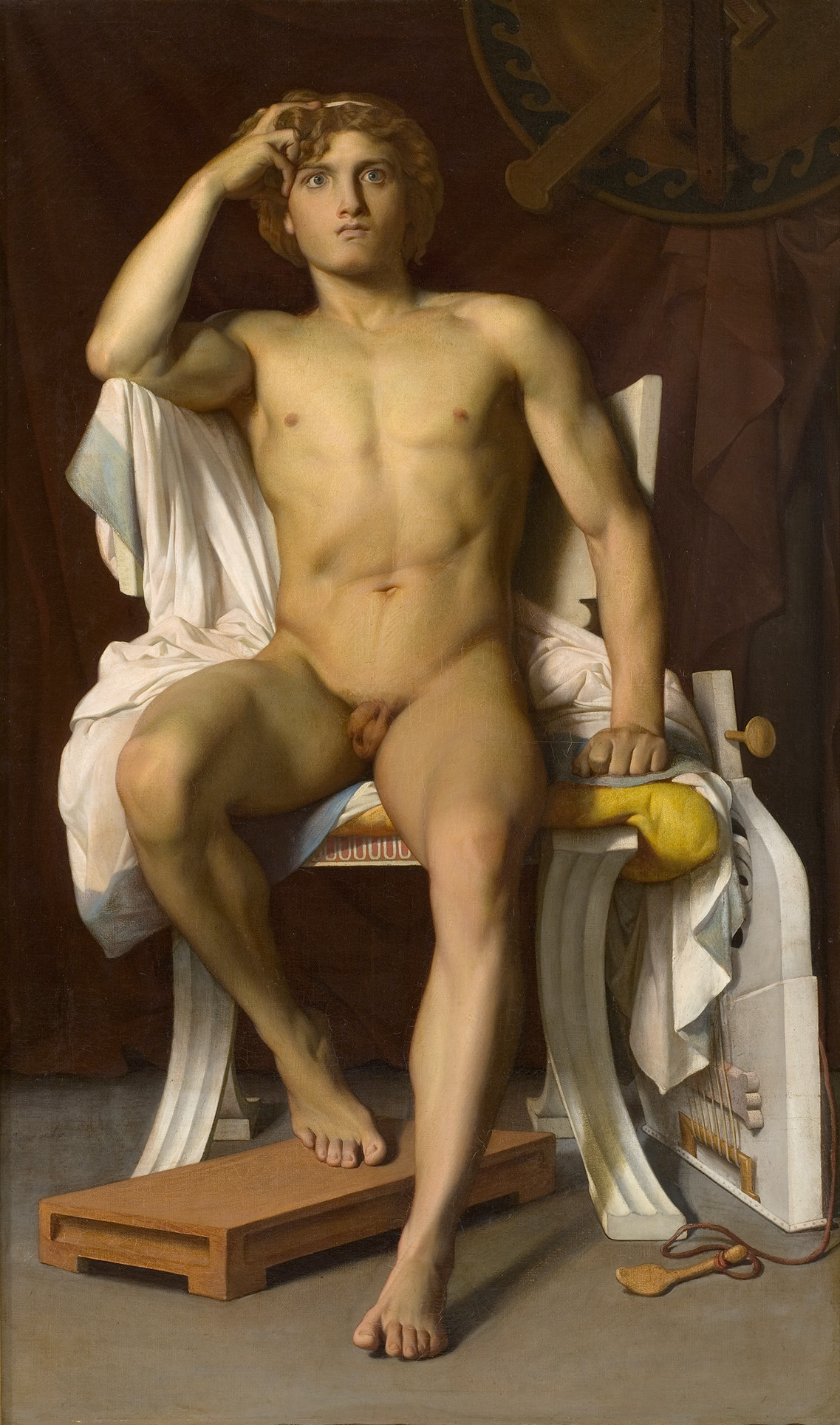
Achille par Léon Benouville.

Le club a été nommé sous quatre appellations différentes : 
- - Handbal Achilles Bocholt (1987-1992)
  - Handbal Sezoens Bocholt (1992-2005)
  - Handbal Achilles Bocholt (2005-2014)
  - QubiQ Achilles Bocholt (2014-2020)
  - Sezoens Achilles Bocholt (2022-)

À l'instar de l'Ajax Amsterdam ou, plus particulièrement dans le monde du handball belge, de l'Ajax Lebbeke, le nom du club est directement inspiré du conflit légendaire de la Guerre de Troie et dans ce cas du personnage non pas d'Ajax mais d'Achille. Le club n'a également pas été épargné par le phénomène de naming  en associant son nom avec la marque de bière Sezoens de la Brasserie Martens de 1992 à 2005 et depuis 2022 mais aussi, entre 2014 et 2020, avec la société QubiQ.

### Surnoms
- Le matricule 385 : Numéro de Matricule dressé par l'Union royale belge de handball.
- Les Limbourgeois : référence aux habitants de la Province de Limbourg.
- Les Campinois/club de la Campine : référence aux habitants de la Campine, région naturelle belgo-néerlandaise.

### Couleurs

Héraldique de Bocholt.

Le club choisit pour couleurs le vert et le blanc, couleurs alors peu utilisées dans le handball. Toutefois, il est  cependant important de préciser que ces couleurs figurent également sur l'héraldique et le drapeau de la ville. En 1996, le club troque ses couleurs pour le bleu et blanc jusqu'en 2003. Revenant à son vert d'origine en 2003, l'Achilles troque toutefois le blanc pour le noir. Le club revient au bleu et noir en 2020.
Évolution du maillot du Achilles Bocholt
| Maillot type 1987-1992 | Maillot type 1992-2003 | Maillot type 2003-2020 | Depuis 2020 |

## Personnalité liée au club

### Président
- Koen Nijsen
- Bernard Neyens/Marc Smeets
- Ronny Weijtjens
- René Werkx

### Entraineurs
- Nel Kremers 1988-1992
- Patrick Coppens 1992-1993
- Frans Van Keulen 1993-1993
- Cor Borghmans 1993-1994
- Ryszard Wilanowski 1994-1998
- Tinus Hulsbosch 1998-2000
- Philippe Spooren 2000-2002
- Cor Borghmans 2002-2003
- Dominiek Brinkmans 2003-2004
- Ryszard Wilanowski 2004-2006
- Dieter Lennartz 2006-2006
- Gabrie Rietbroek 2006-2010
- Harold Nusser 2010-2011
- Gabrie Rietbroek 2011-2011
- Robin Gielen 2011-2012
- Stan Backus 2012-2012
- Pim Rietbroek 2012-2014
- Stan Backus 2014-2015
- Bart Lenders 2014-2022
- Luc Boiten 2022-

## Effectif

### Effectif actuel
| No | P   | Nom                   | Date de naissance         | Taille | Sélection | Au club depuis | Ancien club    |
| -- | --- | --------------------- | ------------------------- | ------ | --------- | -------------- | -------------- |
| 1  | GB  | Clem Leroy            | 27 août 1998 (24 ans)     | 1,95 m | -         | 2016           | Initia Hasselt |
| 12 | GB  | Stef Gijbels          | 23 juillet 1996 (26 ans)  | 2,02 m | -         | 2013           | Formé au club  |
| 18 | ALG | Thomas Driesen        | 3 septembre 1995 (27 ans) | 1,78 m | -         | 2018           | Sporting Pelt  |
| 22 | ALG | Mattias Van Criekinge | 7 juillet 1995 (27 ans)   |        | -         | 2022           | Initia Hasselt |
| 30 | ALD | Ilyas D'Hanis         | 17 janvier 1996 (27 ans)  | 1,88 m | Belgique  | 2022           | Initia Hasselt |
| 7  | DC  | Wout Winters          | 26 août 1994 (28 ans)     | 1,85 m | -         | 2016           | Sporting Pelt  |
| 21 | DC  | Jorn Ceyssens         | 9 septembre 2001 (21 ans) |        | -         | 2020           | Formé au club  |
| 25 | DC  | Lennert Ceyssens      | 21 décembre 2003 (19 ans) | 1,82 m | -         | 2020           | Formé au club  |
| 31 | DC  | Strauven Pieter       | 19 juin 1998 (24 ans)     |        | -         | 2022           | Limburg Lions  |
| 15 | ARG | Roel Valkenborgh      | 15 novembre 1988 (34 ans) | 1,94 m | Belgique  | 2013           | Sporting Pelt  |
| 20 | ARG | Ruben Roelants        | 20 août 1990 (32 ans)     | 1,88 m | -         | 2018           | Initia Hasselt |
| 44 | ARG | Jeroen De Beule       | 2 mars 1991 (31 ans)      | 1,87 m | Belgique  | 2021           | Limburg Lions  |
| 6  | ARD | Tristan Tielen        | 4 décembre 2002 (20 ans)  | 1,86 m | -         | 2021           | Formé au club  |
| 14 | ARD | Serge Spooren         | 22 novembre 1993 (29 ans) | 1,89 m | Belgique  | 2016           | Don Bosco Gent |
| 99 | ARD | Lennert Doms          | 24 octobre 1999 (23 ans)  |        | -         | 2022           | Atomix Haacht  |
| 8  | PVT | Stef Jaeken           | 2 mai 2002 (20 ans)       | 1,94 m | -         | 2020           | Formé au club  |
| 17 | PVT | Joren Lamers          | 19 janvier 1996 (27 ans)  | 1,88 m | -         | 2013           | Formé au club  |
| 24 | PVT | Tim Claessens         | 9 janvier 1999 (24 ans)   | 1,97 m | Pays-Bas  | 2022           | KRAS/Volendam  |

## Rivalités

### Noord-Limurgse derby
Le Noord-Limburgse derby ou Clash van het Noorden sont les appellations données aux confrontations entre Bocholt et Pelt. Évoluant tous deux au sein de la BeNe League, les deux clubs sont distants d'environ 11 kilomètres l'un de l'autre à vol d'oiseau.